# 理查德·維格斯華斯
理查德·維格斯華斯（英語：Richard Wigglesworth；1983年6月9日—）是一位英格蘭橄欖球運動員。他是英格蘭國家橄欖球隊的一員，代表英格蘭參加了2015年世界盃橄欖球賽。